# 810호대 증기 기관차
810호대 증기 기관차는 대한민국에서 운행한 협궤 증기 기관차이다. 1936년 일본 기샤가이샤(汽車會社) 8량에서 제작했다.
현재 북한에서 900호대로 차번이 바뀌었다